# Родино (Ферапонтовское сельское поселение)
Родино — деревня в Кирилловском районе Вологодской области.
Входит в состав Ферапонтовского сельского поселения, с точки зрения административно-территориального деления — в Ферапонтовский сельсовет.
Расстояние по автодороге до районного центра Кириллова — 26 км, до центра муниципального образования Ферапонтово — 4 км. Ближайшие населённые пункты — Филиппово, Лукинское-1, Усково, Шишкино, Погорелка, Кнышево.
По переписи 2002 года население — 9 человек.